# Вілла Манін
 Вілла Манін  (італ. Villa Manin) — вілла венеційських вельмож Манін, садово-парковий ансамбль 16-18 століть в провінції Удіне, Італія.

## Історія

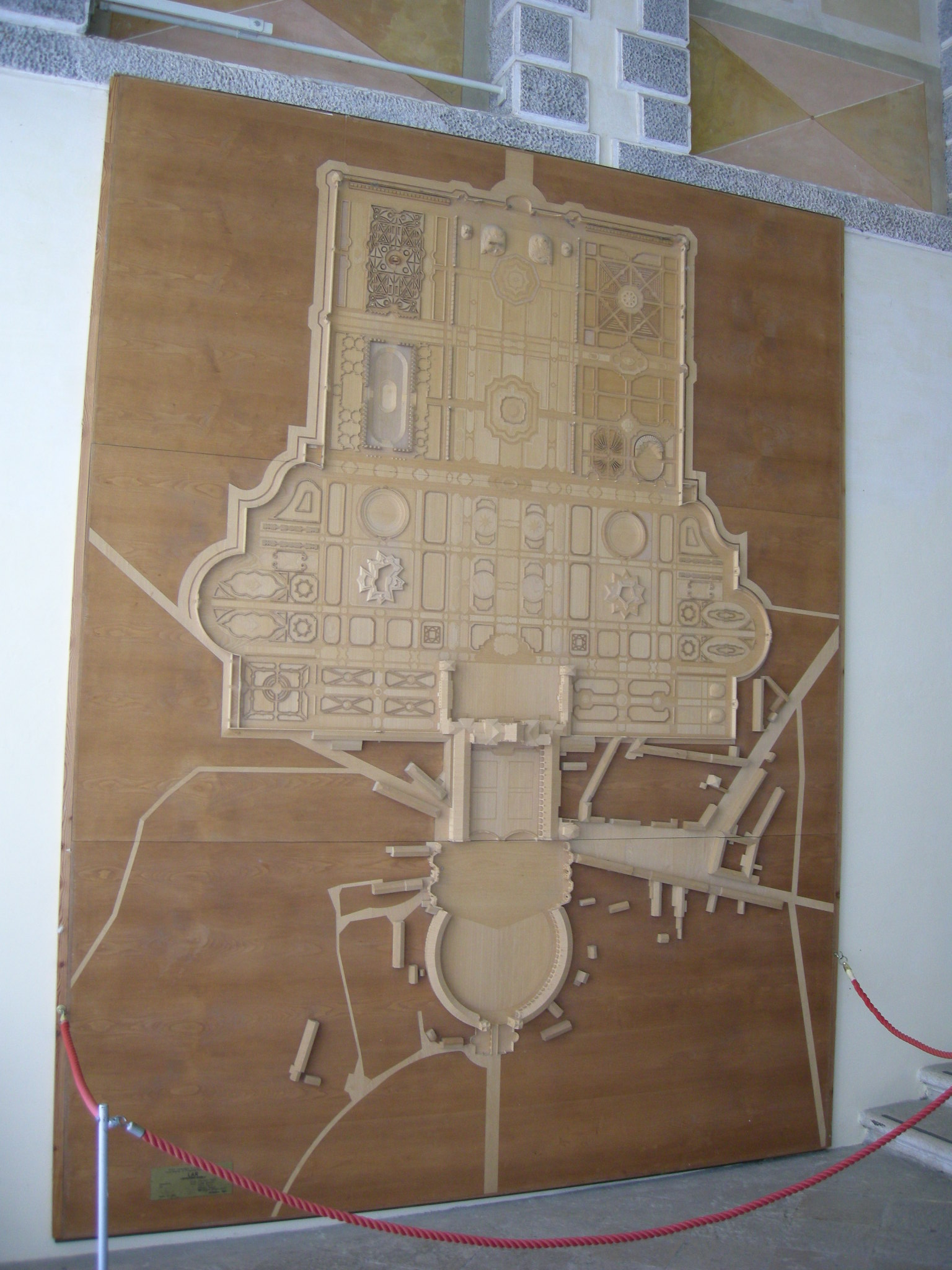
Вілла Манін, план в добу бароко

Вілла належала родині Манін, звідси назва. Вони походять з Фріулі, але в час непримиренної боротьби політичних партій гвельфів та гібеллінів перебралися в область Венето і оселилися в Пассарьяно. В 16 столітті почалася розбудова садиби (вілли).
У 1650—1660 рр. проведена реконструкція комплексу — за припущеннями проект архітектора Джузеппе Бенони. Ансамбль набуває простору і парадності. Добудови на початку 18 століття (архітектор Доменіко Россі) додали їй репрезентативності (після побудови так званої Екседри з низкою будівель півколом. Після 1745 р. надбудовано приміщення самого палацу. За палацом розпланували парк площею у 17 гектарів. Ансамбль мав — * палац
- стайні
- Екседру (передній двір)
- сад бароко з оригінальним розплануванням. В кінці 18 ст. його реконструювали в пейзажний парк, що призвело до втрати первісного розпланування. Останній володар вілли — венеційський дож Людовіко Манін (1725—1802), якого у 1797 р.  Наполеон Бонапарт примусив відмовитися від влади на свою користь. Людовіко Манін помер у 1802 р. і був похований в Венеції в церкві дельї Скальці, де раніше поховали його дружину.

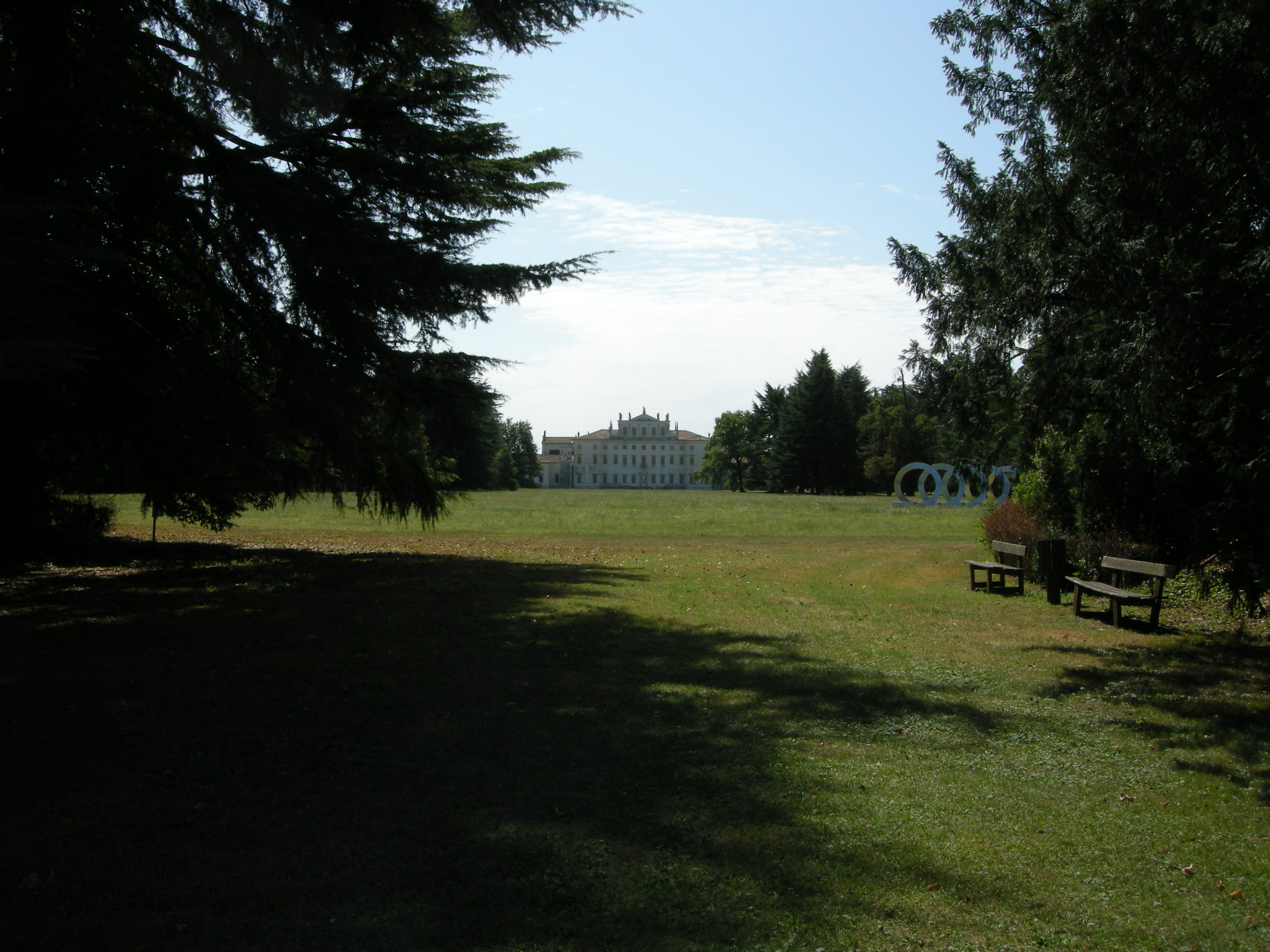
Вілла з боку пейзажного парку
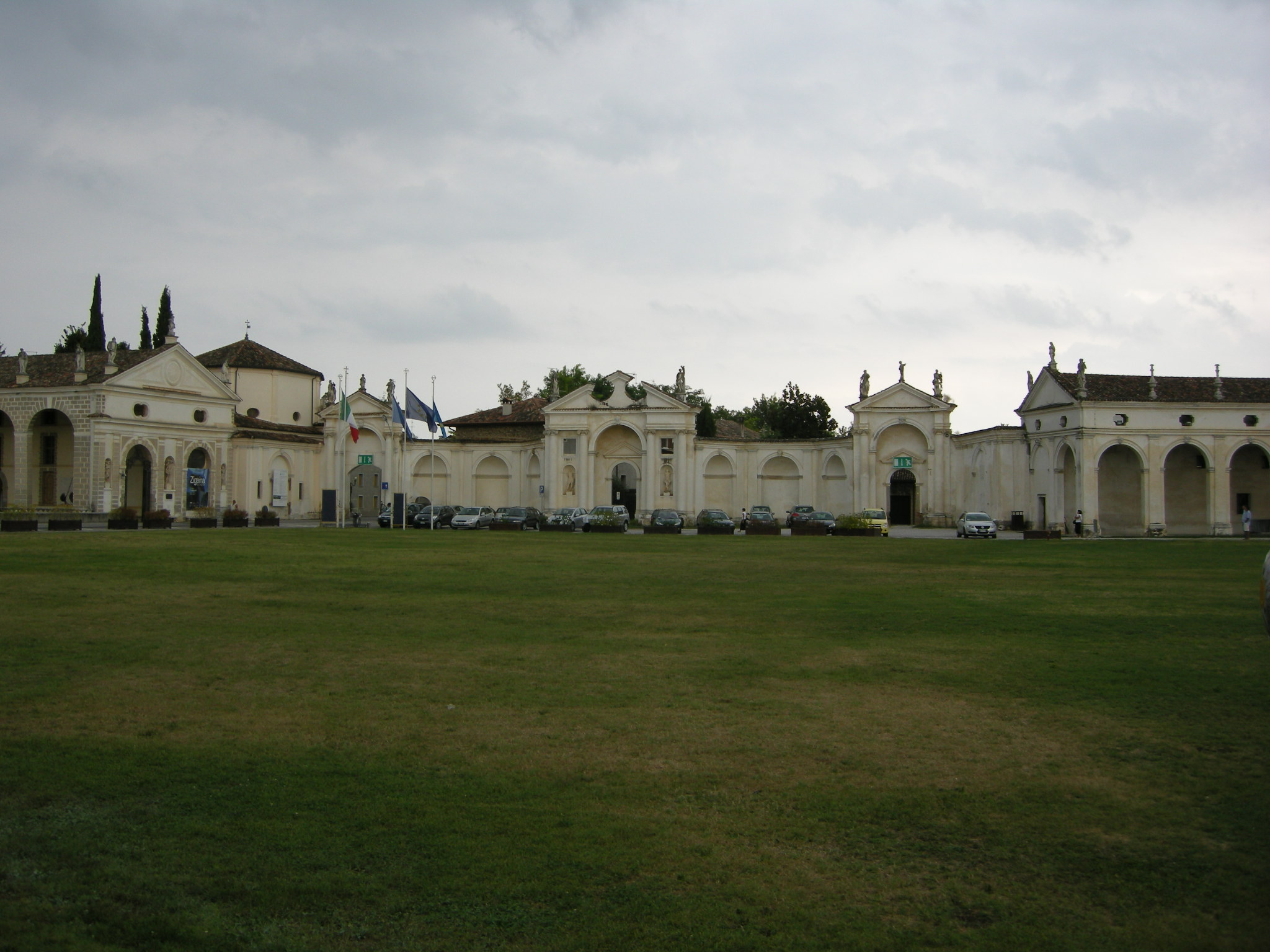
Екседра (передній двір)
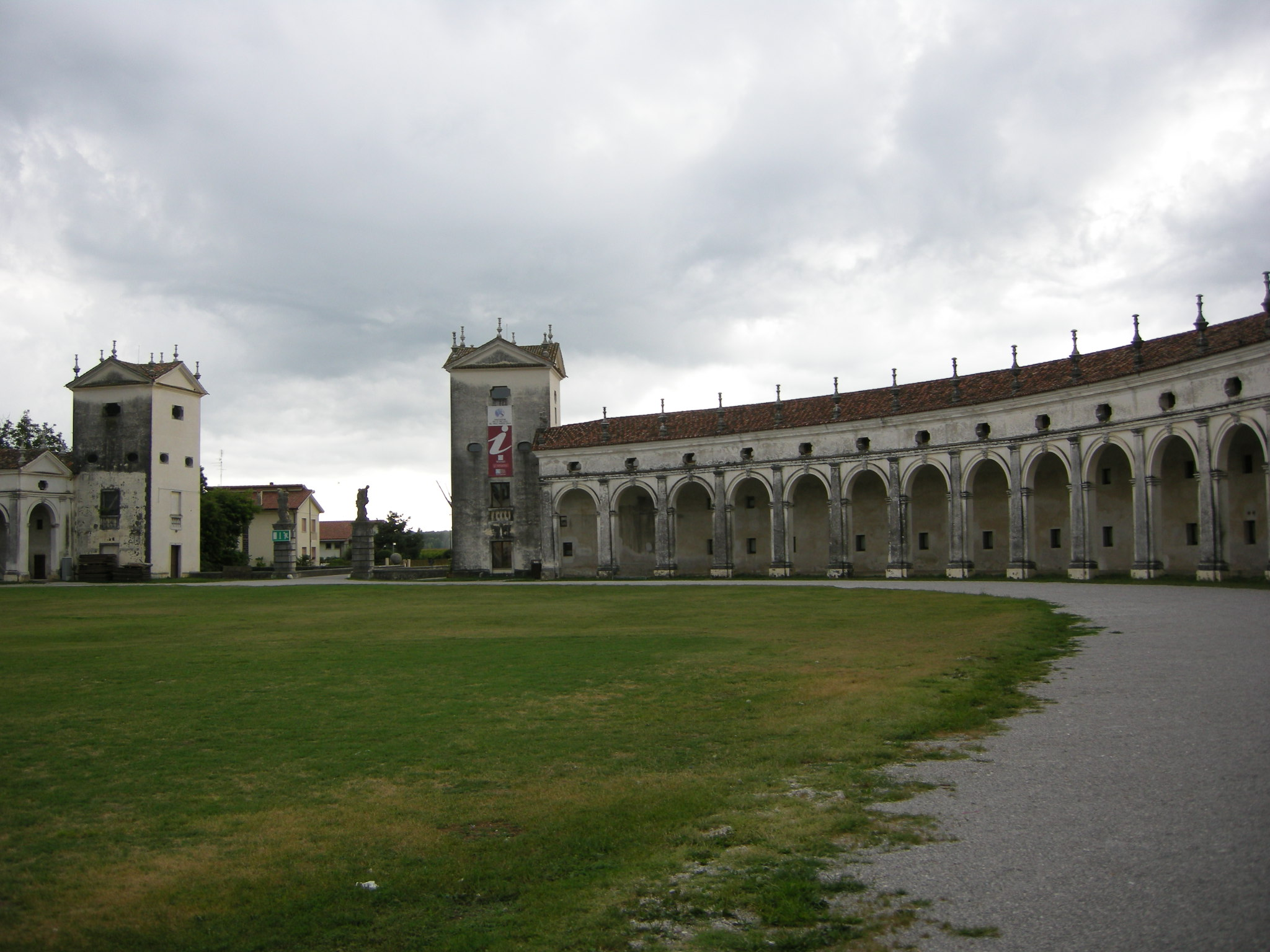
Вежі Екседри
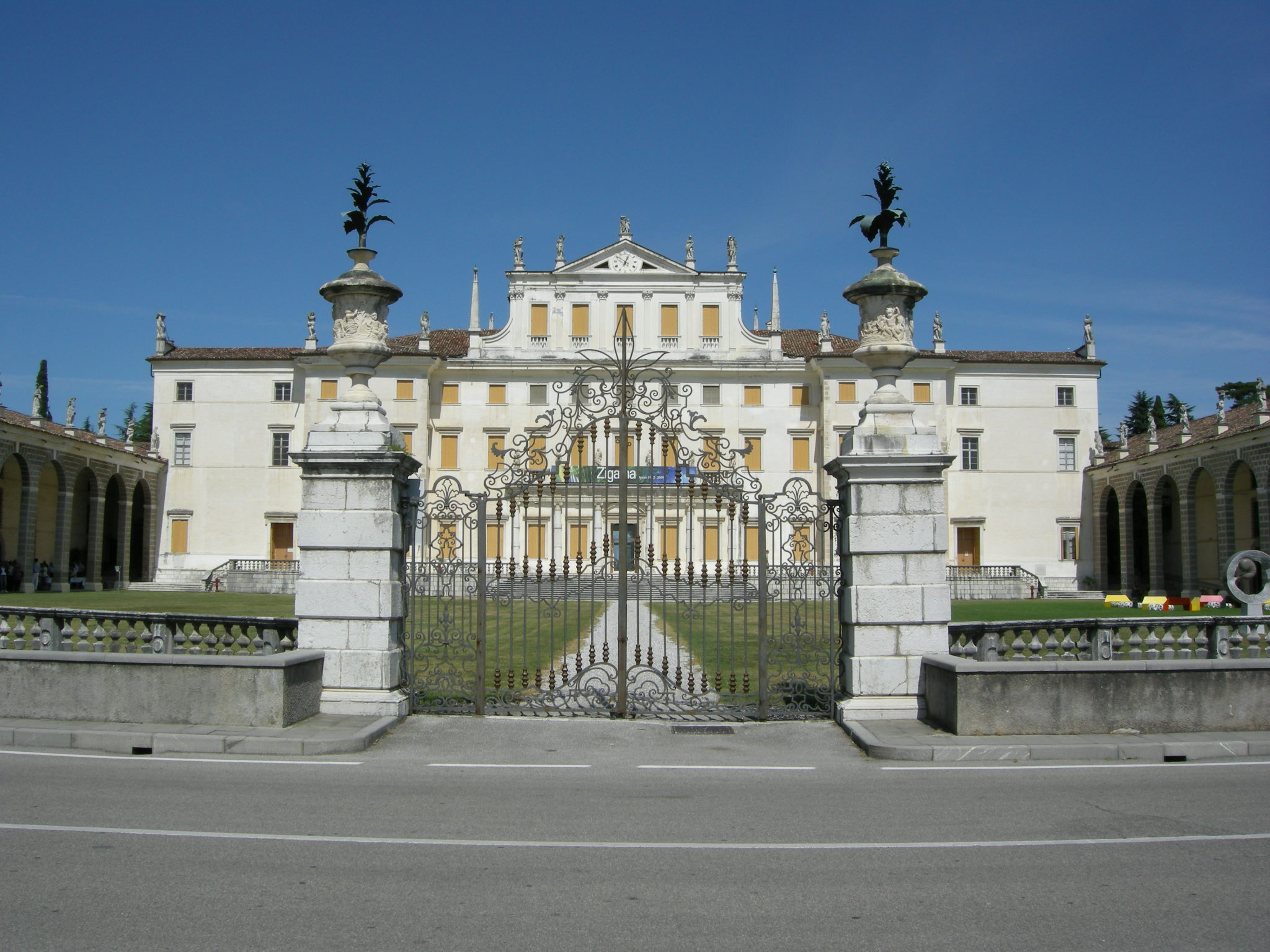

## Палац
Фасад плаский без значних акцентів з двома невеликими бічними ризалітами. Центральна частина прикрашена обелісками та скульптурами (твори — П'єтро Баратта). У 1708 р. французький художник Луї Доріньї прикрасив залу в східній частині вілли фресками " Тріумф Весни ", а в медальйонах створив зображення алегорій Слави, Кохання, Достатку та Розкоші. Частку фресок створили Якопо Амігоні та П'єтро Оретті, представники стилю рококо.
Фрески вілли справили сильне враження на молодого тоді Джованні Баттіста Тьєполо, який створив власні стінописи у 1726-30 рр., працюючи по замові архієпископа Удіне.

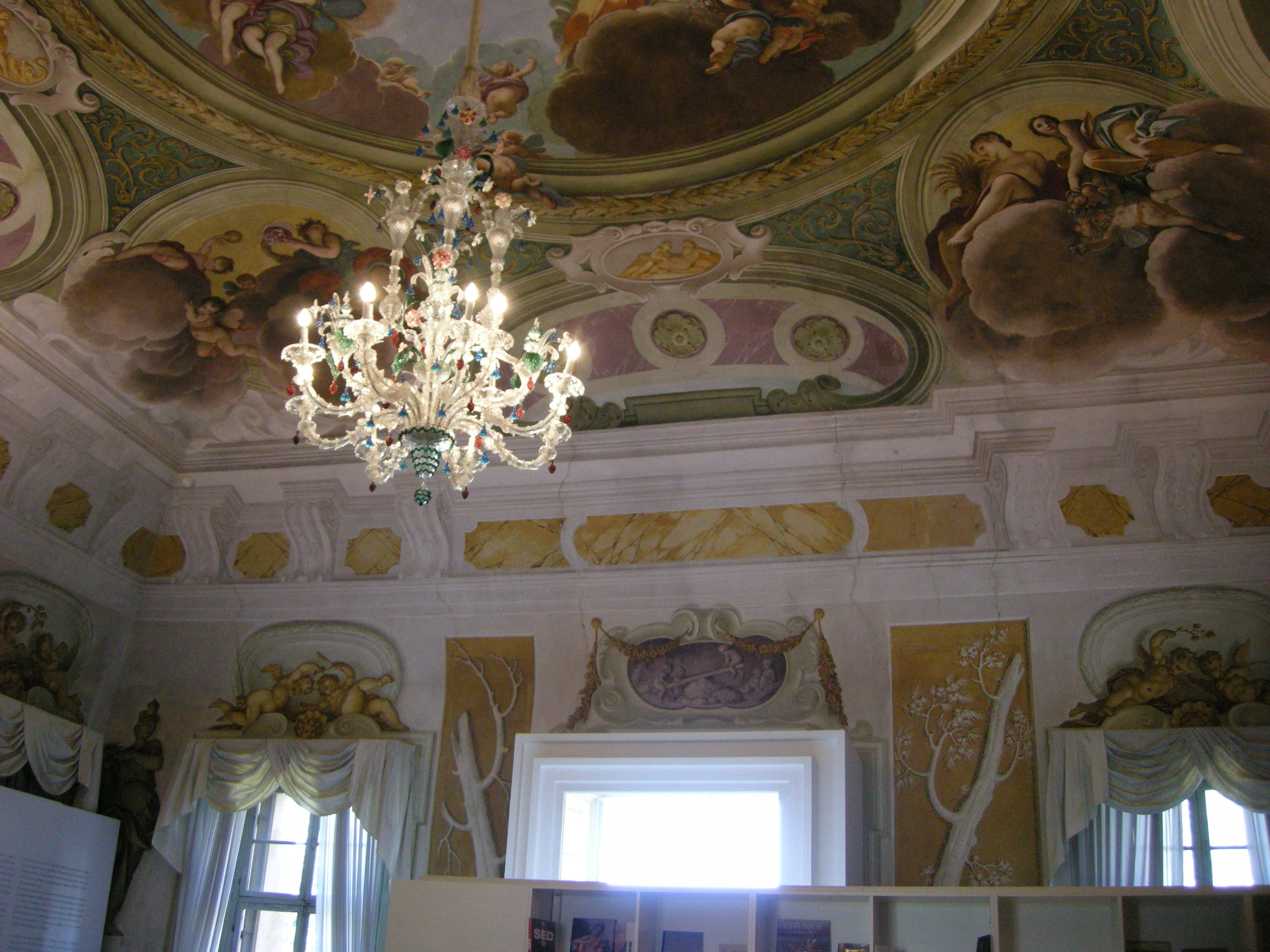
Плафон
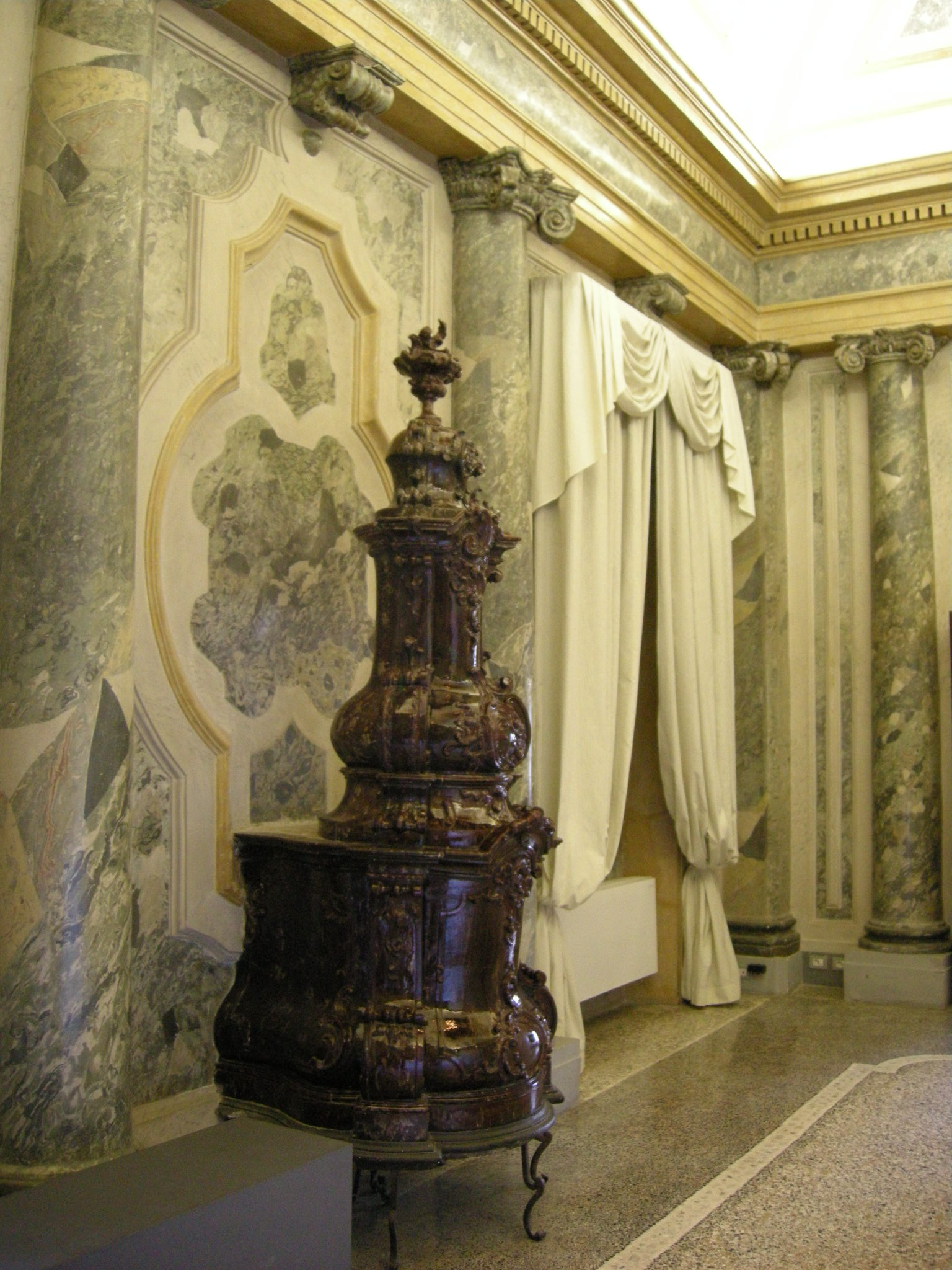
Інтер'єр
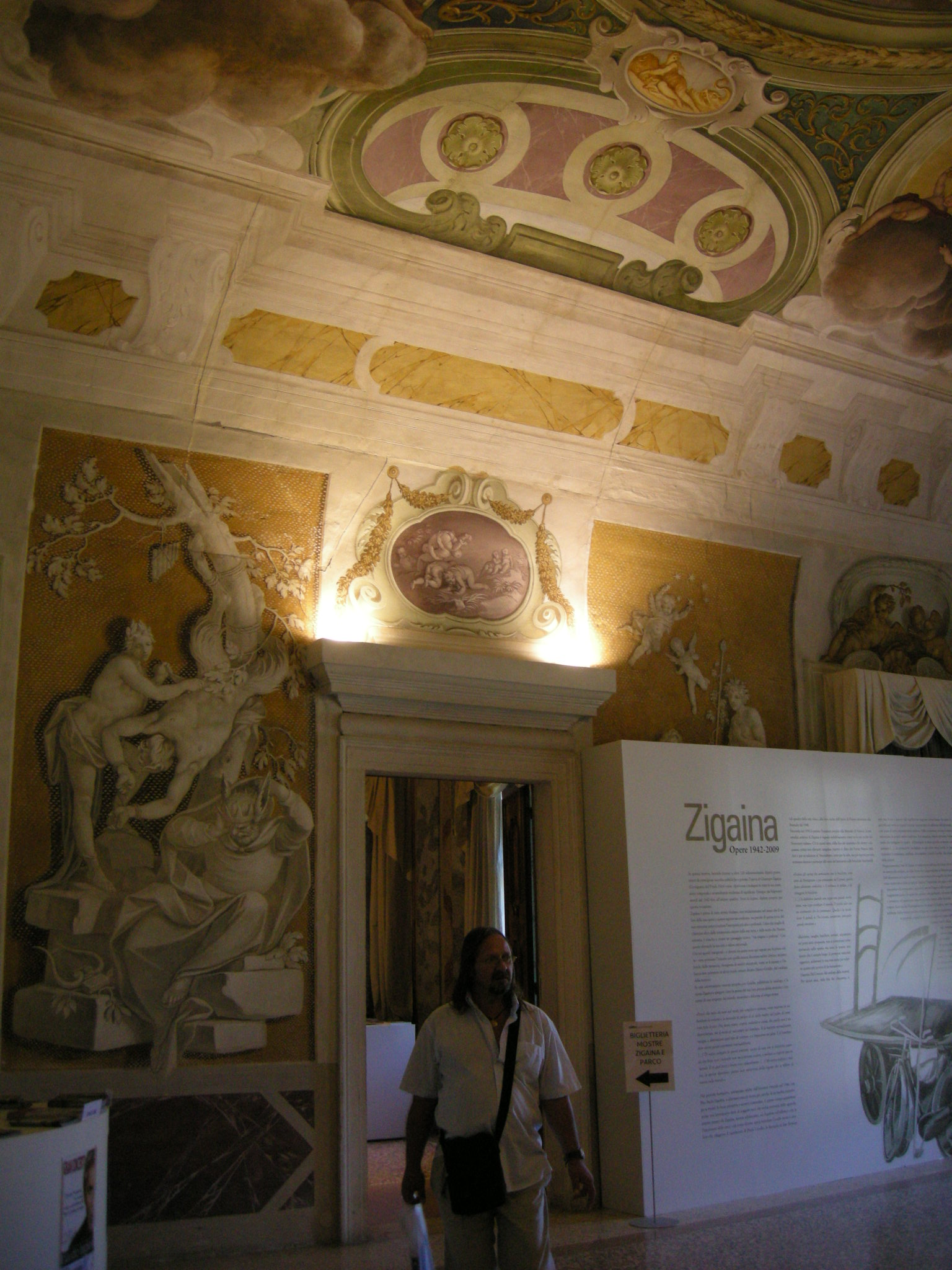
Стінопис «Аполлон і Марсій»
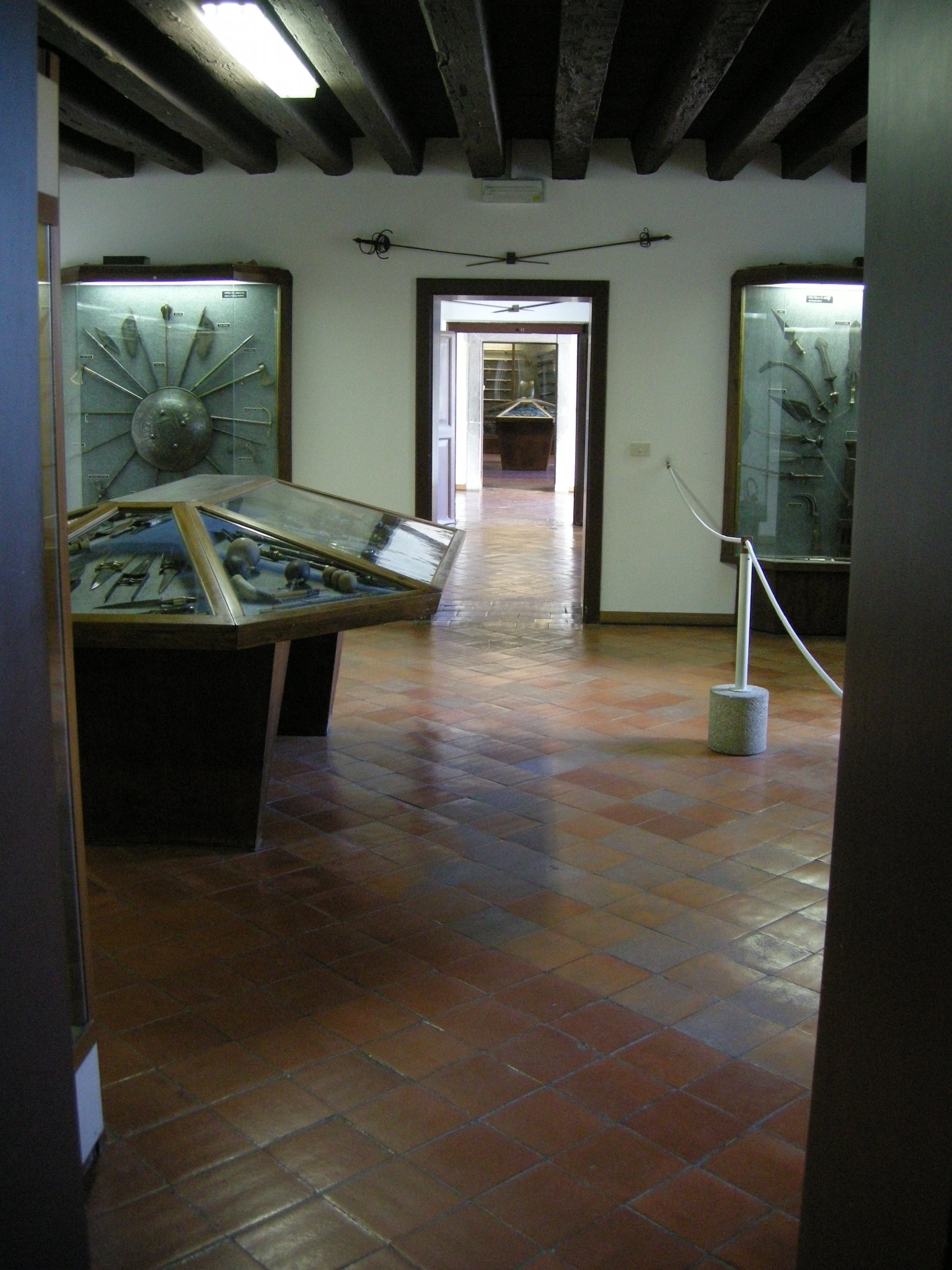
Колекція стародавньої зброї

## Каплиця

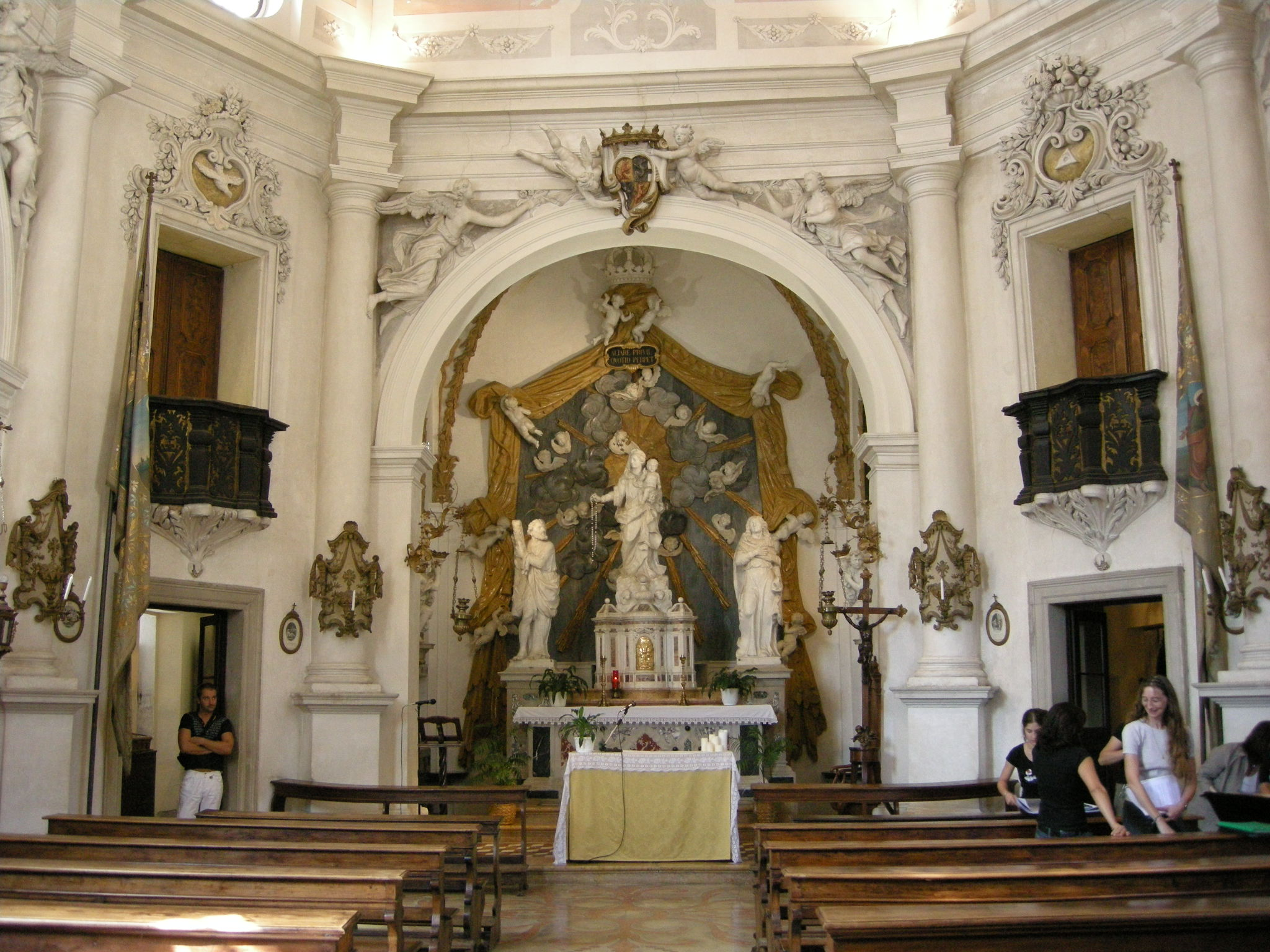
Вівтар каплиці Сант Андреа

Каплиця Сант Андреа в стилі бароко, проект архітектора Доменіко Россі. Побудована на початку 18 століття. Входить в ансамбль вілли. Скульптури на фасаді — П'єтро Баратта, вівтарні — родини скульпторів Торретто.

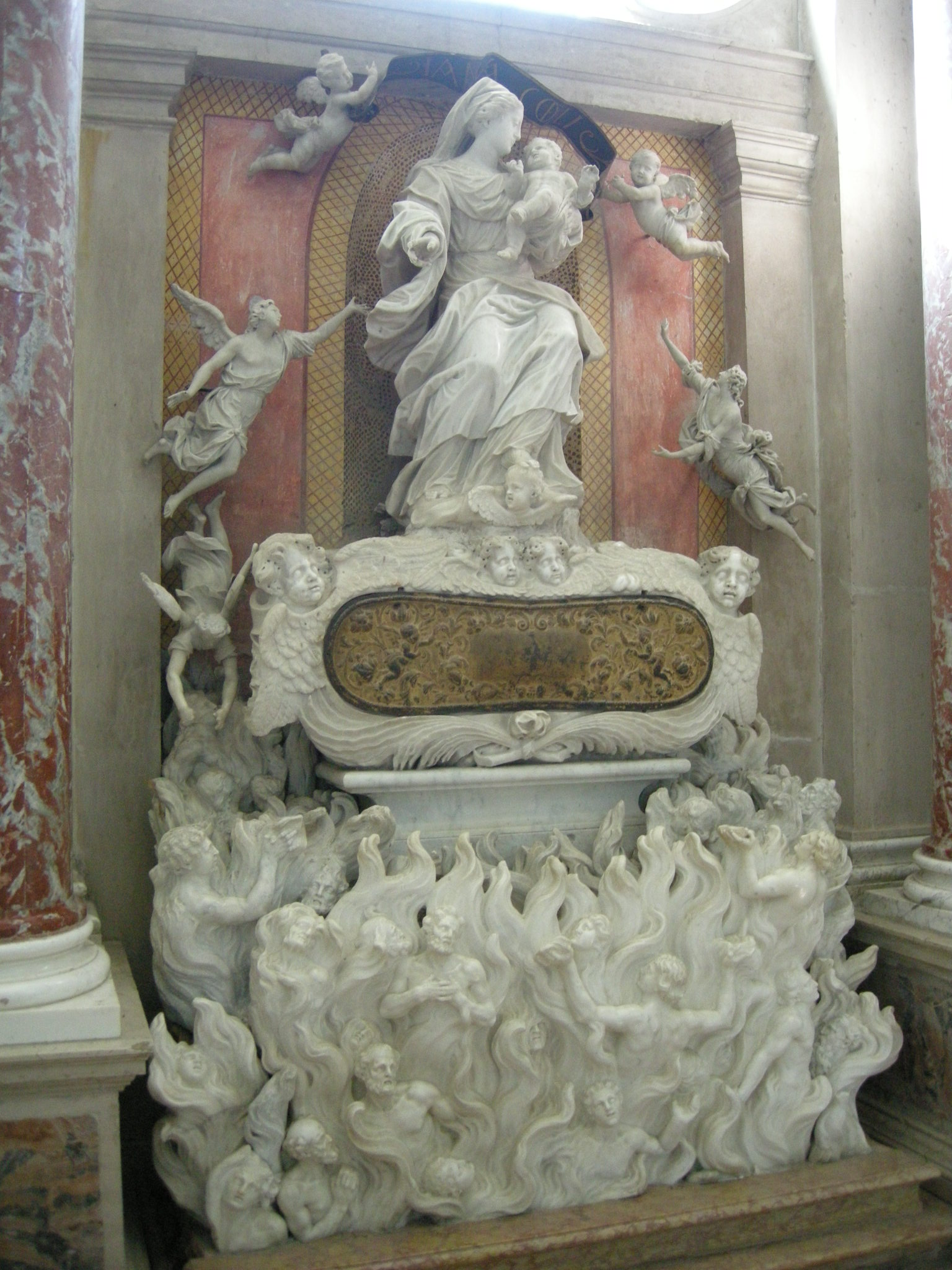
Каплиця, антикамера ( передня зала )
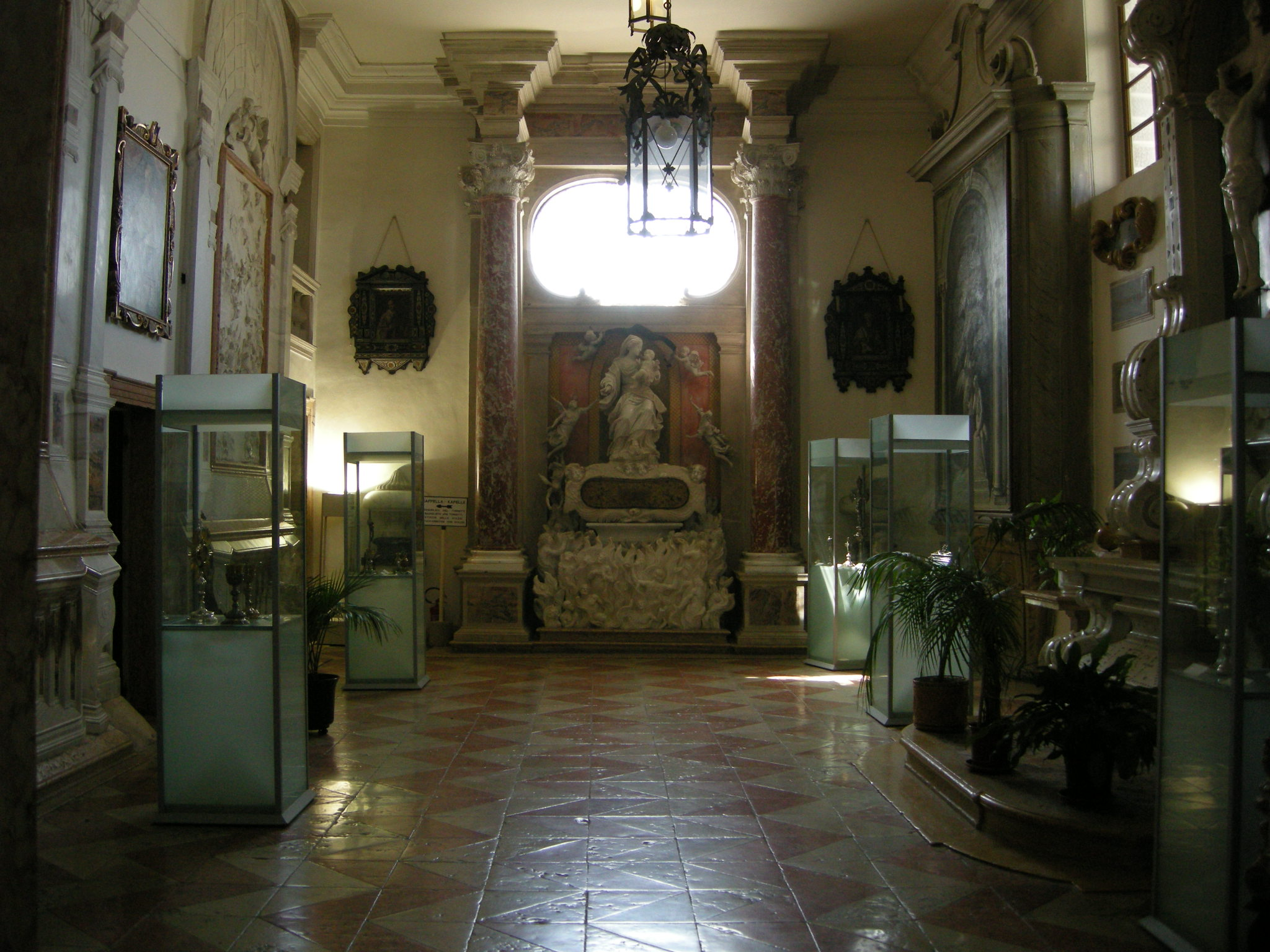
Передня зала каплиці
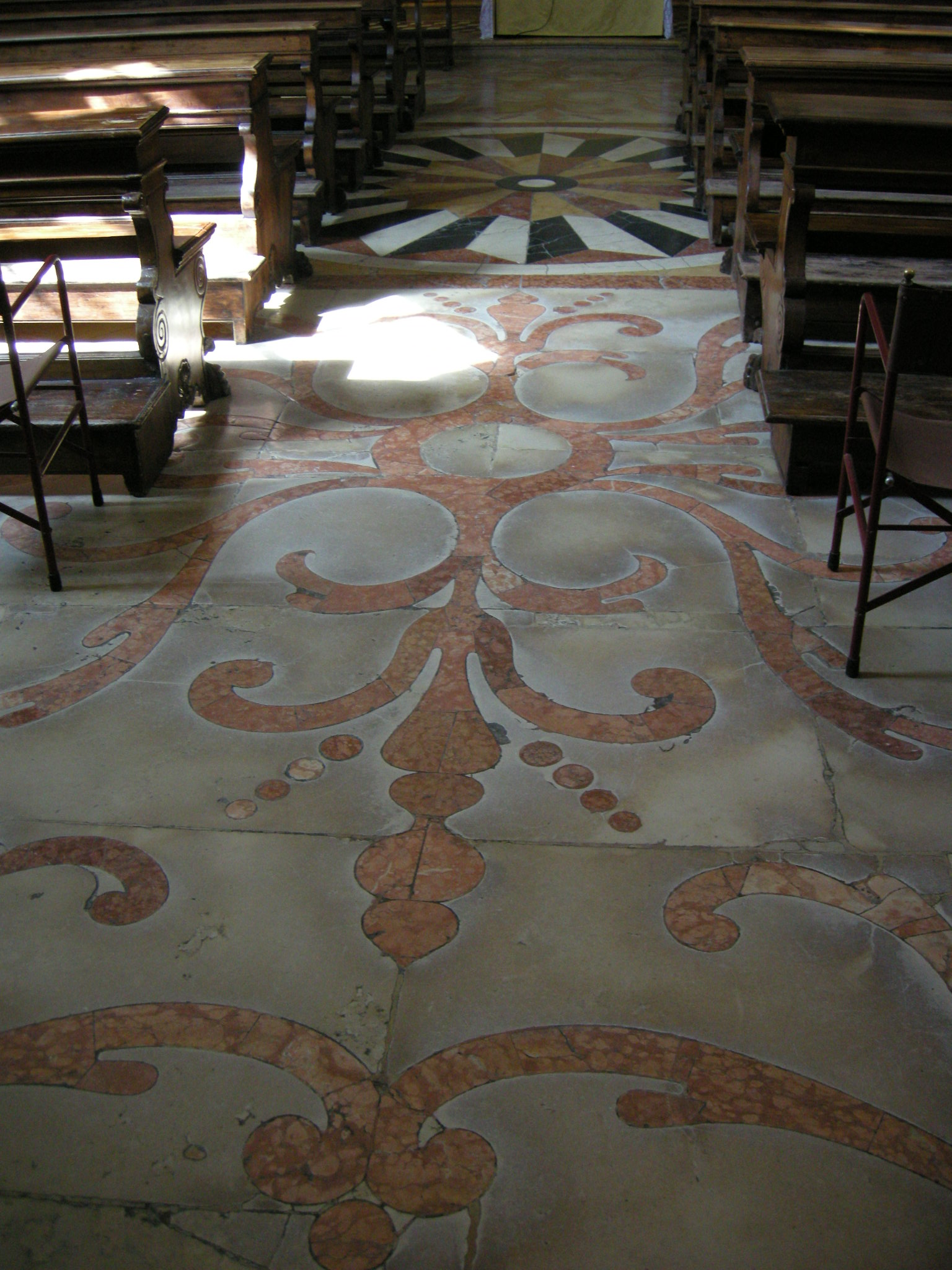
Візерунок підлоги
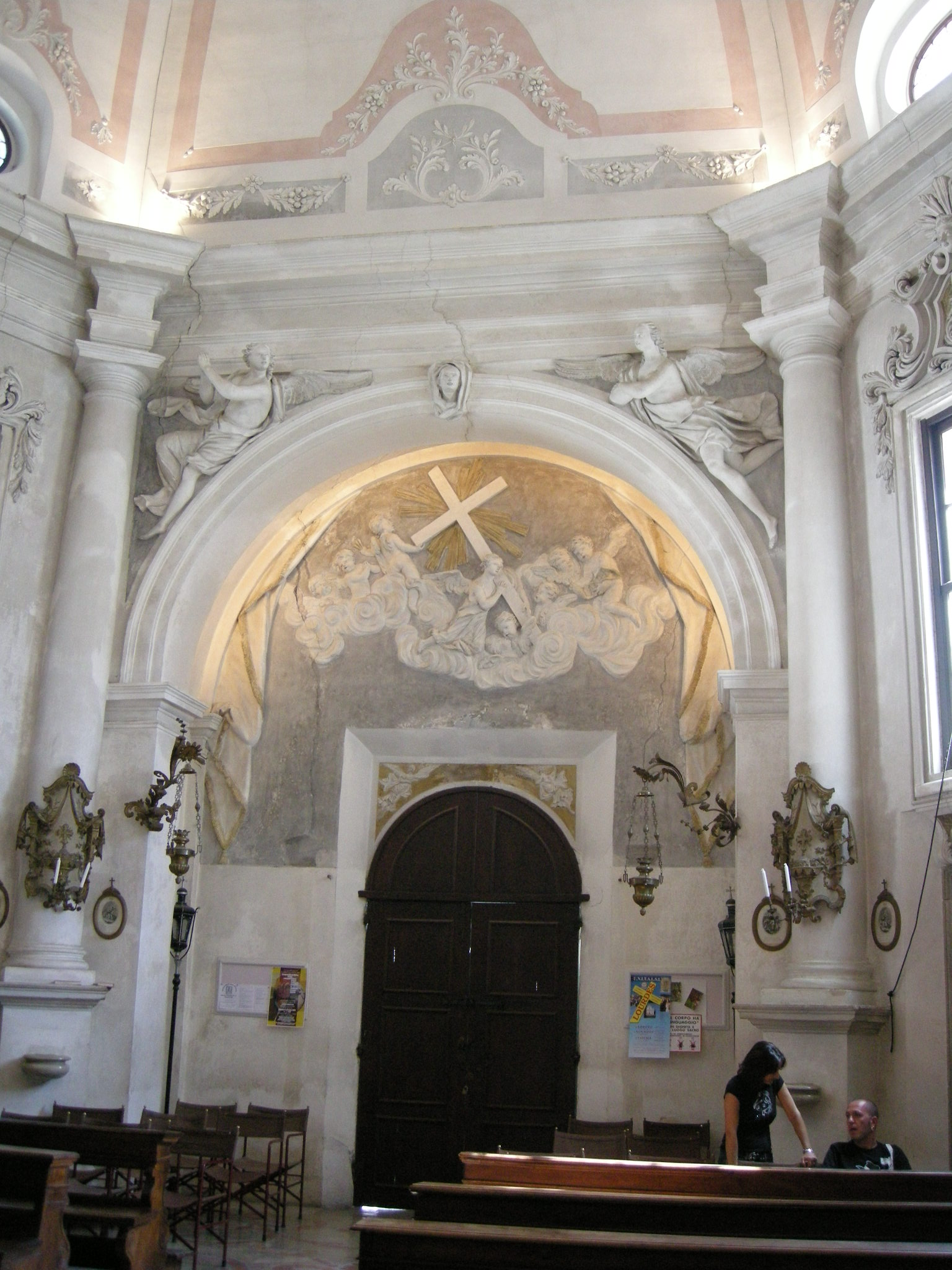
Вхідний портал з середини

## Парк
В значній мірі втратив барокове розпланування та частку скульптур. Але більшість декоративної скульптури та павільйонів на первісних місцях. Серед ботанічних рослин — тополя італійська, ліванський кедр, ялини, кипарис, бамбук .

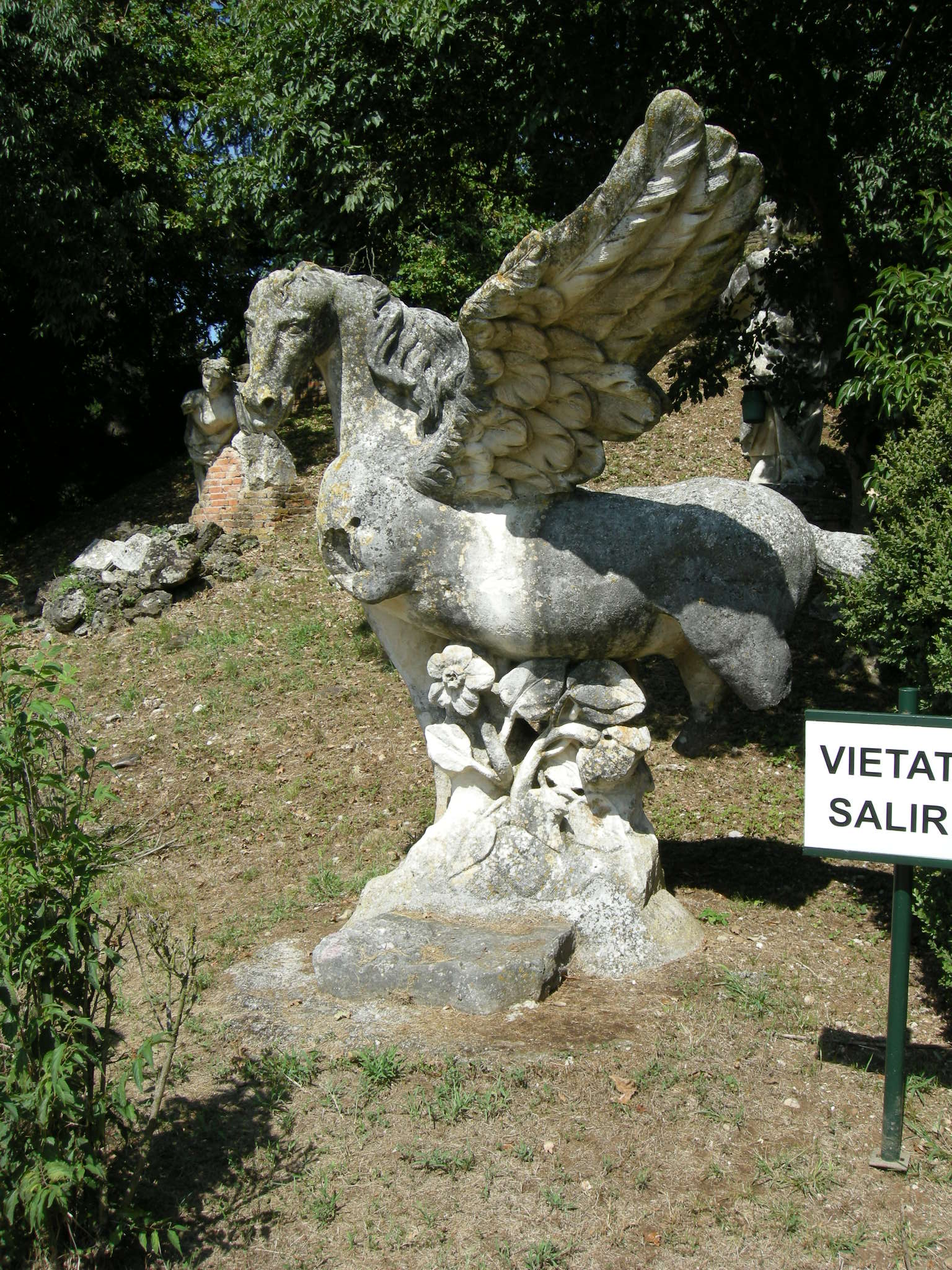
Крилатий Пегас, уламки скульптури
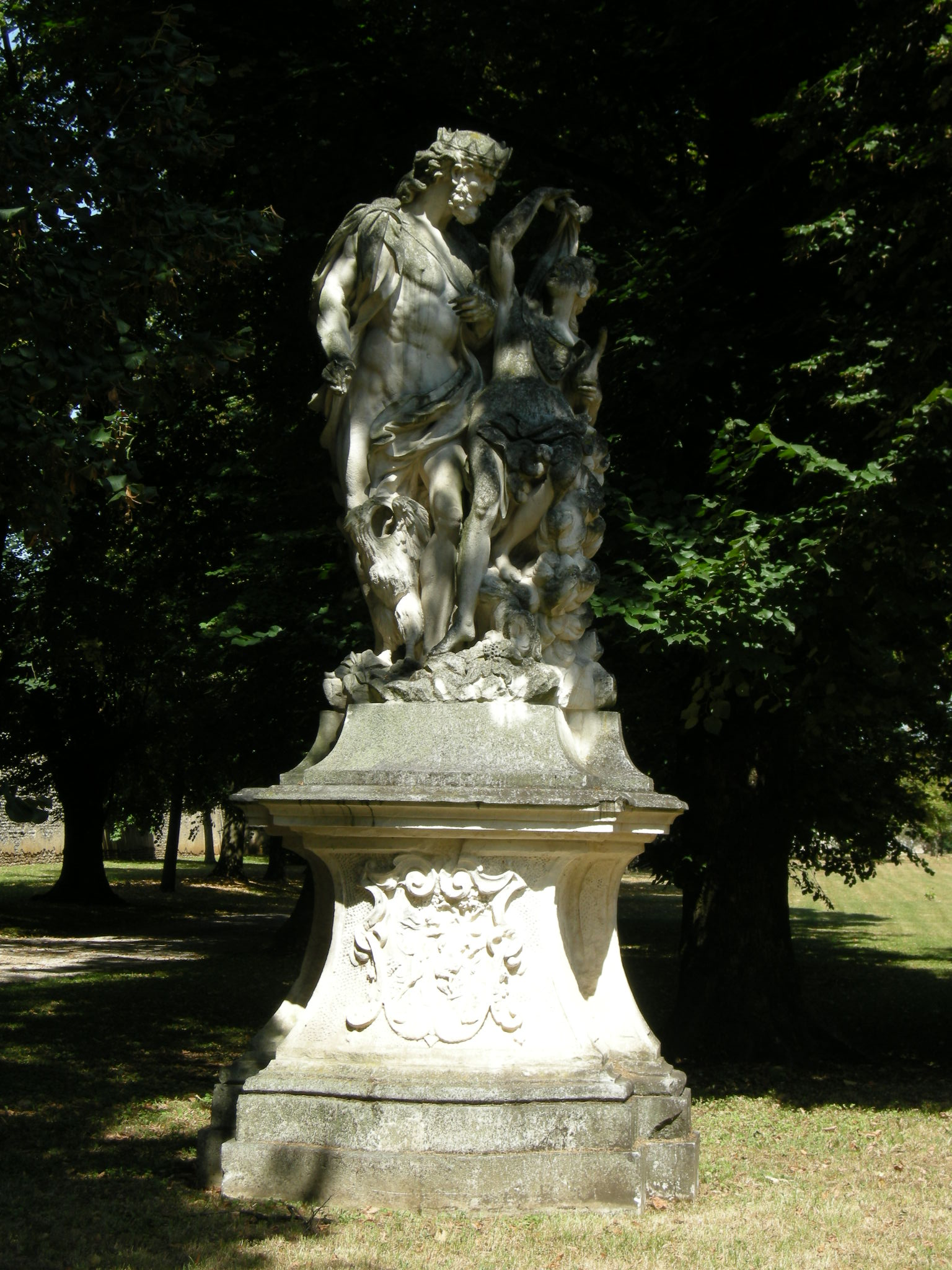
Барокова група
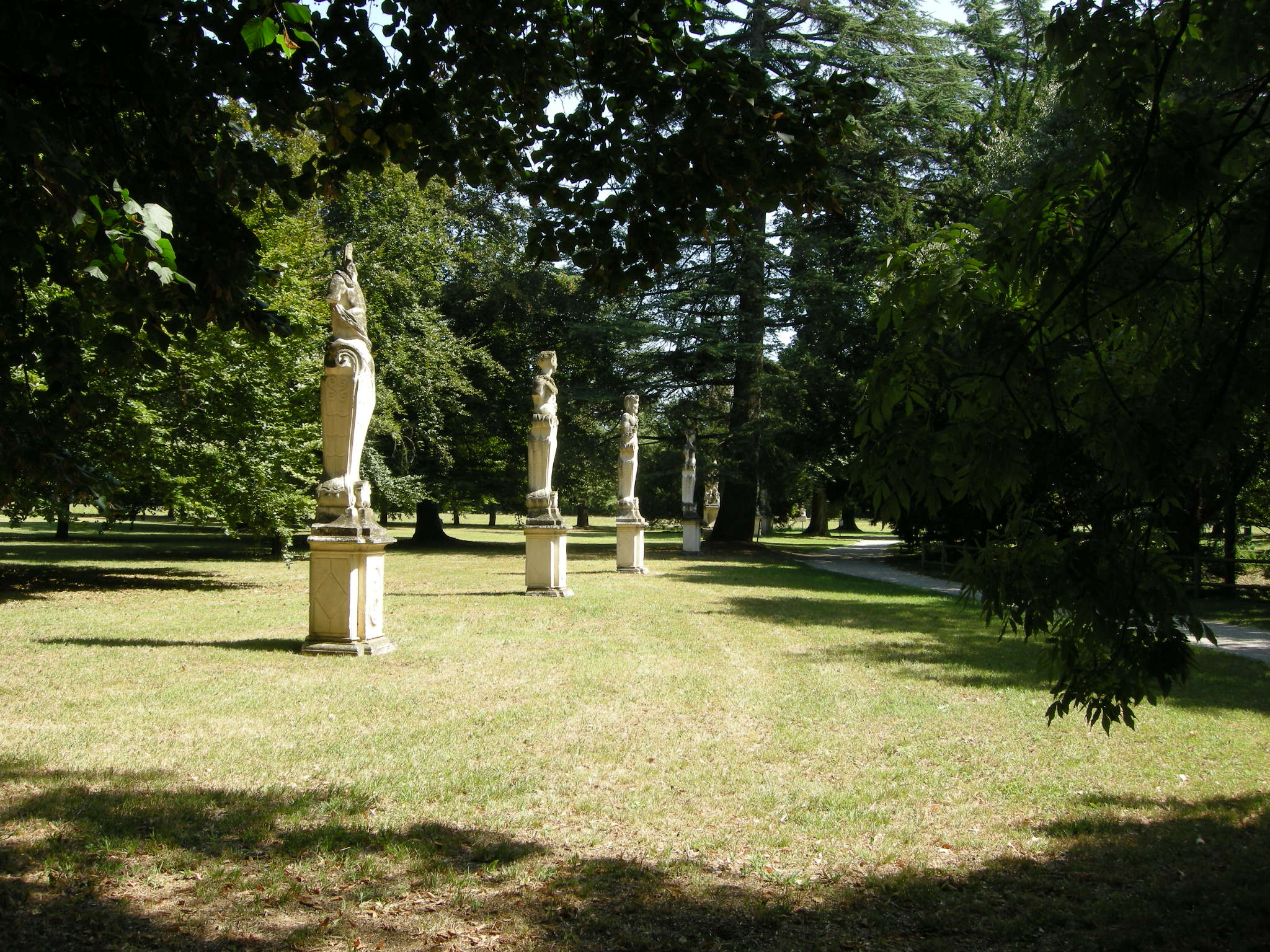
Садові герми
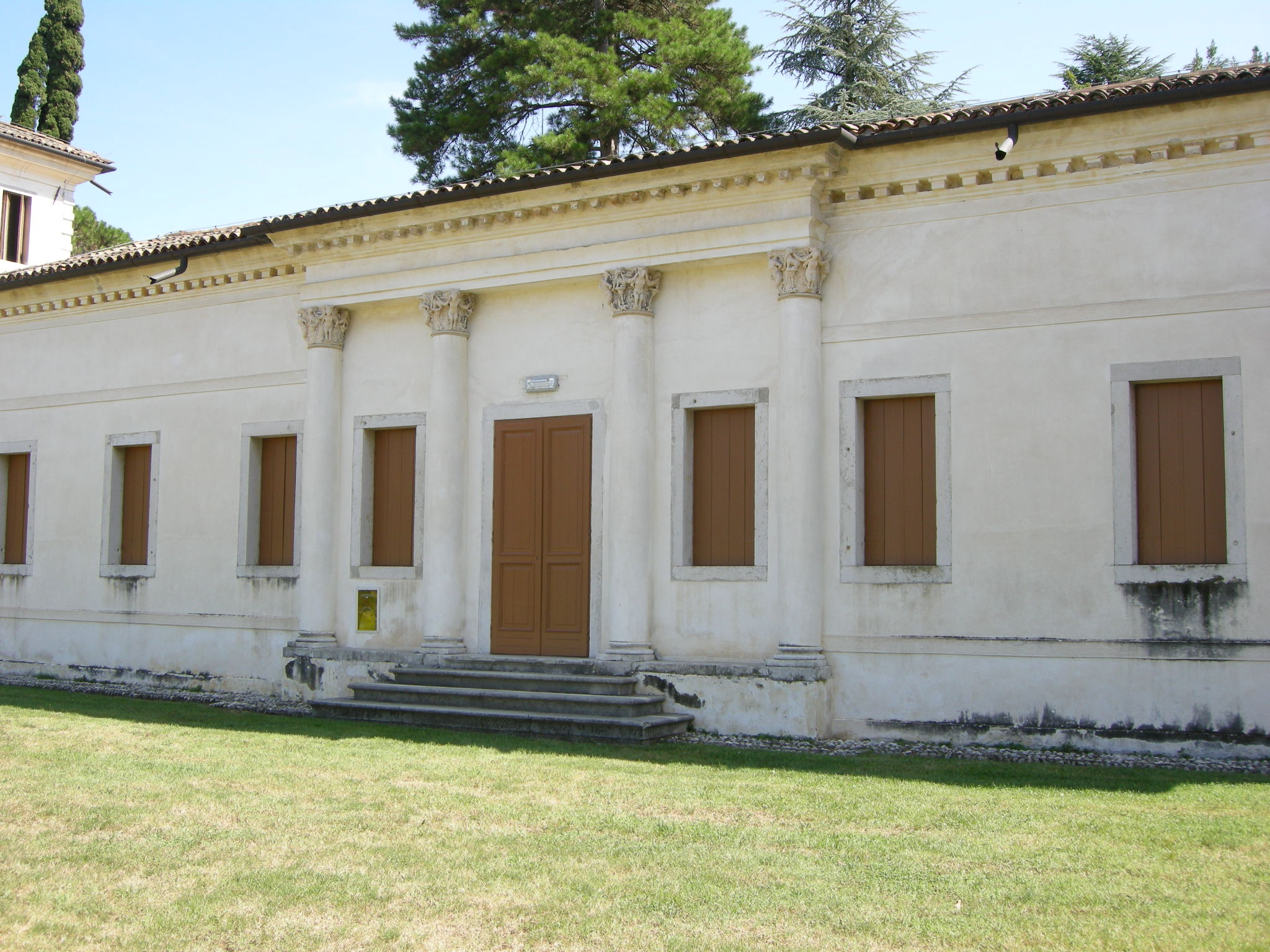
Стара будівля Вілли

## В 20 ст
В 20 століття вілла зазнала занепаду і буда придбана у власність культурного департаменту провінції. З 1969 р. ведеться довготривала реставрація. Частка приміщень прикрашена картинами з музеїв Удіне. При віллі працюють музей стародавньї зброї, музей стародавніх візків та карет. Зали вілли приймають вистаки — від класичних творів Джованні Баттіста Тьєполо до модернових картин Василя Кандинського чи Піта Мондріана. В приміщеннях відбуваються музичні концерти та конференції. При віллі працює ресторан.